# Groene Federatie
De Groene Federatie (Italiaans: Federazione dei Verdi of (I) Verdi) is een Italiaanse ecologische ("Groene") partij.

## Geschiedenis
De geschiedenis van de groene beweging gaat in Italië terug tot de jaren 80. In 1985 werden er in Italië diverse groene partijtjes opgericht. Op 16 november 1986 werd de Federazione della Liste Verdi. De Liste Verdi behaalde bij de verkiezingen van 1987 2,6% van de stemmen. In 1989 deden er twee groene partijen van betekenis mee aan de Europese verkiezingen, Verdi-Sole che Ride (= Liste Verdi) en Verdi Arcobaleno. De laatste partij stond dicht bij de Radicale Partij en sommige radicalen stonden op de lijst van Verdi Arcobaleno (o.a. Alex Langer, Adelaide Aglietta en Francesco Rutelli).
In 1990 fuseerden Federazione della Liste Verdi en Verdi Arcobaleno tot de Federazione dei Verdi (Groene Federatie).
In 1994 sloot de Federazione dei Verdi zich aan bij de Alleanza dei Progressisti (Alliantie van Progressieven) en de Olijfboomcoalitie van Romano Prodi. Binnen de Alleanza dei Progressisti nam de Federazione dei Verdi een dominerende positie in. Voor de parlementsverkiezingen van februari 2001 vormde de Federazione dei Verdi samen met Socialisti Democratici Italiani de verkiezingsalliantie Girasole ("Zonnebloem") die 2,2% van de stemmen behaalde, goed voor 16 (10 voor Verdi en 6 voor de SDI) zetels in de Kamer van Afgevaardigden.

## Ideologie
De ideologie van de Federazione dei Verdi is het ecologisme, maar ook het pacifisme speelt een belangrijke rol.

## Partijkrant
- Notizie Verdi

## Jeugdbeweging
Op 23 juli 2004 werd er een jeugdbeweging gesticht: Giovani Verdi.

## Verkiezingsresultaten

### Zetelverdeling Kamer van Afgevaardigden en Senaat
| Jaar | %       | Kamer van Afgevaardigden | Senaat |
| ---- | ------- | ------------------------ | ------ |
| 1992 | 2,8/3,0 | 16                       | 4      |
| 1994 | 2,7/-   | ?                        | ?      |
| 2001 | 2,2/-   | 8                        | 10     |
| 2006 | 2,1/4,2 | 15                       | 11     |

### Zetelverdeling Europees parlement
| Jaar | %   | Europees parlement |
| ---- | --- | ------------------ |
| 1994 | 3,1 | 3                  |
| 1999 | 1,8 | 2                  |
| 2004 | 2,5 | 2                  |

## Partijvoorzitters
- Carlo Ripa di Meana — 1993-1996
- Luigi Manconi — 1996-2000
- Grazia Francescato — 2000-2001
- Alfonso Pecoraro Scanio — sinds 2001